# Panemunis
Panemunis is een plaats in de gemeente Rokiškis in het Litouwse district Panevėžys. De plaats telt 308 inwoners (2001).